# دادا نبيل
دادا نبيل (بالإنجليزية: Dada Nabeel)‏ هو لاعب كرة قدم هندي في مركز الهجوم، ولد في 8 فبراير 1989 في بنغالور في الهند. شارك مع منتخب الهند تحت 20 سنة لكرة القدم. أما مع النوادي، فقد لعب مع نادي سالغاوكار ونادي طيران الهند ونادي موهون باغان.

## وصلات خارجية
- دادا نبيل على موقع Soccerway.com (الإنجليزية)